# Flynder Sogn
Flynder Sogn er et sogn i Lemvig Provsti (Viborg Stift).
I 1800-tallet var Flynder Sogn anneks til Bøvling Sogn. Begge sogne hørte til Skodborg Herred i Ringkøbing Amt. Bøvling-Flynder sognekommune blev senere delt, så hvert sogn blev en selvstændig sognekommune. I 1961 var både Bøvling og Flynder med til at danne Tangsø Kommune, som ved kommunalreformen i 1970 blev indlemmet i Lemvig Kommune.
I Flynder Sogn ligger Flynder Kirke.
I sognet findes følgende autoriserede stednavne:
- Brandborg (bebyggelse)
- Bækmark (bebyggelse, ejerlav)
- Bækmarksbro (bebyggelse)
- Flynder Gårde (bebyggelse)
- Folbæk (bebyggelse)
- Hede (bebyggelse)
- Ilkær Plantage (areal)
- Krogsgård (bebyggelse)
- Lille Vibholt (bebyggelse)
- Råkær (bebyggelse)
- Sandbæk (bebyggelse)
- Sinkbæk (bebyggelse)
- Store Vibholt (bebyggelse)
- Øgendal Bæk (vandareal)